# Eparquía de Gazarta de los caldeos
La eparquía de Gazarta de los caldeos o de Jazira de los caldeos (en latín: Eparchia Jaziren(sis) Chaldaeorum) fue una diócesis de la Iglesia católica perteneciente a la Iglesia católica caldea hasta su supresión en 1957. 

## Territorio
La eparquía tenía jurisdicción sobre los fieles caldeos de parte de la zona otomana de Jazira (o Mesopotamia superior). Estaba dentro del sanjacato de Mardin en el valiato de Diyarbekir. En la actualidad su territorio hace parte de tres países: Turquía, Siria e Irak. En Turquía ocupaba una parte de la actual provincia de Şırnak, en Siria una parte de la actual gobernación de Hasaka y en Irak una parte de la actual gobernación de Duhok.
Su sede estaba en la ciudad de Cizre, ubicada actualmente en Turquía. Cizre fue la antigua Betzabda (o Beth Zabdai), también conocida en el pasado como Jazirat Ibn 'Umar (occidentalizada en Gazarta o Jazira).

## Historia
Betzabda fue una antigua sede episcopal de la provincia romana de Mesopotamia en la diócesis civil de Oriente. Formó parte del patriarcado de Antioquía y fue sufragánea del metropolitanato de Amida.
En su Crónica de la Iglesia de Adibene, Msiha Zkha menciona tres obispos de Beth Zabdai que datan del siglo III: Merza, Soubha-liso y Sabtha. En 360 se conoce al obispo Teodoro, deportado por los persas con la mayoría de los habitantes y muerto durante el viaje forzado. Antes de salir de la ciudad tuvo tiempo de consagrar a un obispo, Dausas, que murió mártir ese mismo año. Otro obispo de esta localidad, Maras, es mencionado por Michael Le Quien entre los padres del Concilio de Calcedonia y firmó en 458 la carta de los obispos de Mesopotamia al emperador León I tras la muerte de Proterio de Alejandría.
Después de 410 Beth Zabdai (o Djeziret) se convirtió permanentemente en una sede nestoriana, sufragánea del metropolitanato de Nísibis o a veces metropolitanato separado. Los patriarcas nestorianos fijaron su residencia en Gazarta entre 1491 y 1551. A partir de 1553 parte del episcopado nestoriano entró en comunión con la Santa Sede y la eparquía de Gazarta fue una de las primeras sedes de la recién formada Iglesia católica caldea en unirse al nuevo patriarca católico caldeo Simón VIII Yohannan Sulaqa. Entre los obispos consagrados en 1554 por Sulaqa estaba Ebed Jesu Maron (Abdisho Maron), un monje del monasterio de Mar Yohannan, que pasó a ser el primer obispo católico caldeo de Gazarta.
A la muerte del patriarca Simón VIII Yohannan Sulaqa en enero de 1555, los metropolitanos católicos consagrados por él eligieron como nuevo patriarca de la joven Iglesia católica caldea a Abdisho Maron. Sólo en 1561 pudo partir hacia Roma para recibir la confirmación de su elección por parte del papa. El 7 de marzo de 1562 hizo profesión de fe católica, reconocida por la Santa Sede. El escrito con el que el papa Pío IV lo libera de los lazos con la Iglesia de Gazarta y lo confirma patriarca es del 17 de abril, mientras que el 4 de mayo de 1562 recibió el palio. En 1556 Abdisho Maron consagró como su sucesor en la sede de Gazarta a Yab Alaha, quien también lo sucedió en el sede patriarcal en 1578. La sede tuvo una sucesión ininterrumpida de obispos hasta la Primera Guerra Mundial. 
La eparquía de Zakho fue erigida por el papa Pío IX en 1850, separando territorio de la eparquía de Amadiya y de la eparquía de Gazarta. 
En 1896 la eparquía tenía 5200 fieles bautizados, con 14 sacerdotes distribuidos en 16 parroquias. En 1913 la eparquía comprendía 17 villas o aldeas, 6400 fieles, 17 sacerdotes, 11 iglesias, 3 capillas, 7 escuelas y estación misional.
Al ingresar el Imperio otomano en la Primera Guerra Mundial, el 4 de noviembre de 1914 el líder de los Jóvenes Turcos, Enver Bajá, anunció la jihad o la guerra santa contra los cristianos otomanos. Los territorios en los que vivía el pueblo asirio fueron invadidos por fuerzas otomanas y sus aliados kurdos y árabes, por lo que los asirios debieron huir a Persia y Rusia o enfrentar las masacres a las que se vieron sometidos. Sin embargo, la mayoría de los que escaparon de las masacres del genocidio asirio murieron de frío en invierno, de hambre o de enfermedades originadas por la situación. El desastre golpeó principalmente las regiones asirias en las que se ubicaban las diócesis caldeas Amida, Mardin, Siirt, Gazarta y Van, que quedaron completamente arruinadas. El último eparca de Gazarta, Philip Yaʿqob Abraham, fue fusilado por los turcos el 26 de agosto de 1915 junto con otros seis sacerdotes.
Con las persecuciones perpetradas contra los cristianos en Anatolia, la eparquía vio desaparecer a la mayoría de sus fieles en territorio turco. La eparquía no fue revivida y el 30 de septiembre de 1938 su sector sirio fue unido con el vicariato patriarcal de Siria y se transformó en la administración apostólica de Alta Jazira, con jurisdicción territorial sobre los actuales territorios de Siria, Líbano y parte de Hatay. Gabriel Naamo, consagrado obispo titular de Batne el 21 de septiembre de 1938, fue designado administrador apostólico. De acuerdo al Anuario Pontificio, Naamo fue también designado administrador apostólico de la eparquía de Gazarta de los caldeos, cuyo territorio había quedado dividido entre el mandato francés de Siria, el mandato británico de Irak y Turquía.
El 3 de julio de 1957 el papa Pío XII, con dos bulas, suprimió la administración apostólica al establecer las eparquías de Alepo (sector sirio) y de Beirut (sector libanés), mientras que Hatay había quedado vaciado de fieles caldeos e integrado a Turquía. El único administrador apostólico fue Gabriel Naamo, posteriormente designado eparca de Beirut. Desde ese año la eparquía de Gazarta de los caldeos dejó de ser mencionada en el Anuario Pontificio, por lo que fue suprimida.

## Episcopologio

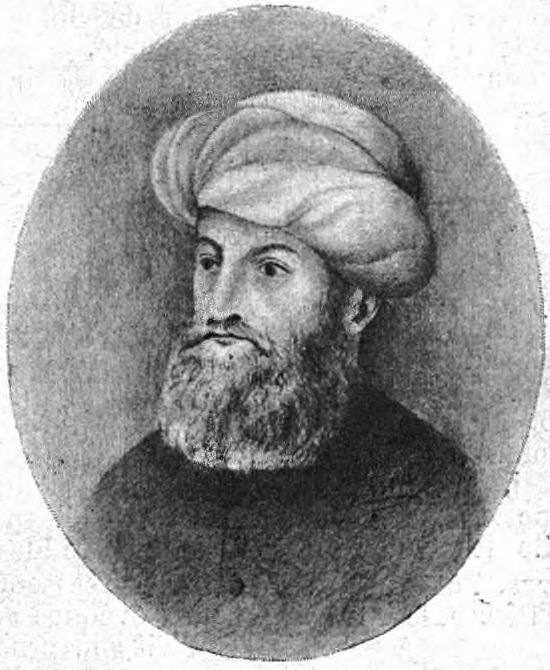
Abdisho Maron, primer obispo católico de Gazarta

- Ebed Jesu Maron † (1553-1555 nombrado patriarca de los caldeos)
- Yab Alaha † (1556-1567 nombrado patriarca de los caldeos)
- Gabriel Elías † (1567-1600 falleció)
- José † (1600-1635 depuesto)
- Simón José † (1636-1672? falleció)
- Ebed Jesu † (1672-1710 falleció)
- José † (1711-1747 falleció)
- Juan † (1747-1776 falleció)
- Hnan Jesu † (1785-1826? falleció)
- Giwargis Peter (Jorge Pedro) de Natali † (1833-1842 nombrado obispo de Amida)
- Basilio Asmar † (1842-?)
- Jerome Paul Hindi † (23 de febrero de 1852 consagrado-1873 falleció)
- Elia Pietro Abolionan † (1874-26 de julio de 1878 nombrado patriarca de los caldeos)
- Philip Yaʿqob Abraham † (10 de febrero de 1882-26 de agosto de 1915, fue fusilado por los turcos)
  - Gabriel Naamo † (30 de septiembre de 1938-3 de julio de 1957 nombrado obispo de Beirut de los caldeos) (administrador apostólico)